# HP OpenView Performance Agent
HP OpenView Performance Agent（OVPA）とは、ヒューレットパッカード社の提供する総合システム監視ソフトウェアである。
かつては「MeasureWare Agent」とも呼ばれていた。このため、OVPAの制御コマンドのいくつかは「mwa」というキーワードで始まるものが多い。
IT資産の稼働状況、性能管理を目標としたソフトウェアである。
メトリックと呼ばれる厳密に定義された測定基準が多数登録されており、日常の性能監視は性能問題が発生した時の解析に必要な情報を与える。